# I had the love in my eyes
I had the love in my eyes is een single van Chris de Burgh. Het is afkomstig van zijn album Crusader.
I had the love in my eyes gaat over het afbreken van een relatie; hij zag alleen maar liefde, terwijl zij al een andere partner op het oog had. Just in time gaat over de tijdige aandacht voor het behoud van de natuur, al dan niet aan de hand van de Bijbel.
Ook deze single haalde geen notering in de hitparades.